# Angelo Mai

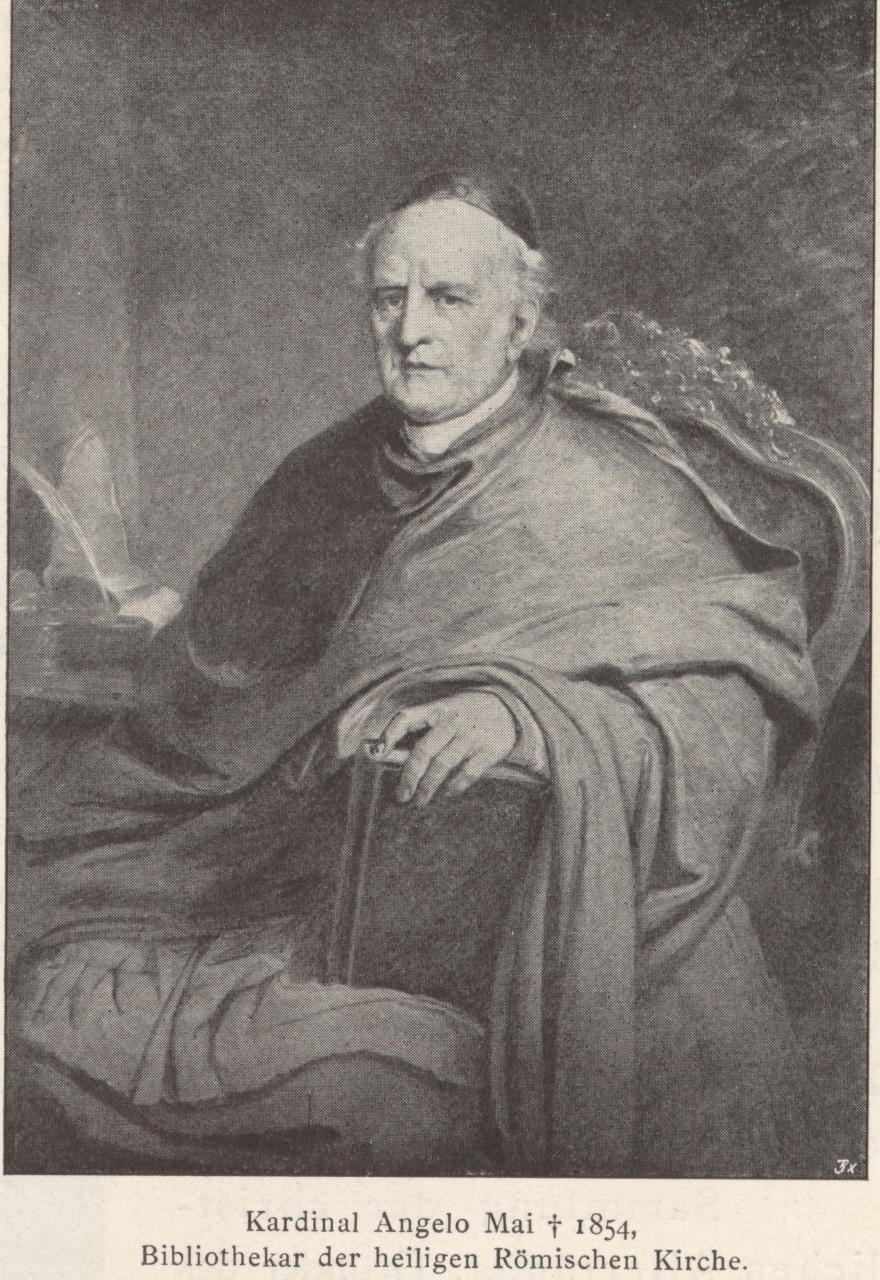
Angelo Mai als Kardinal

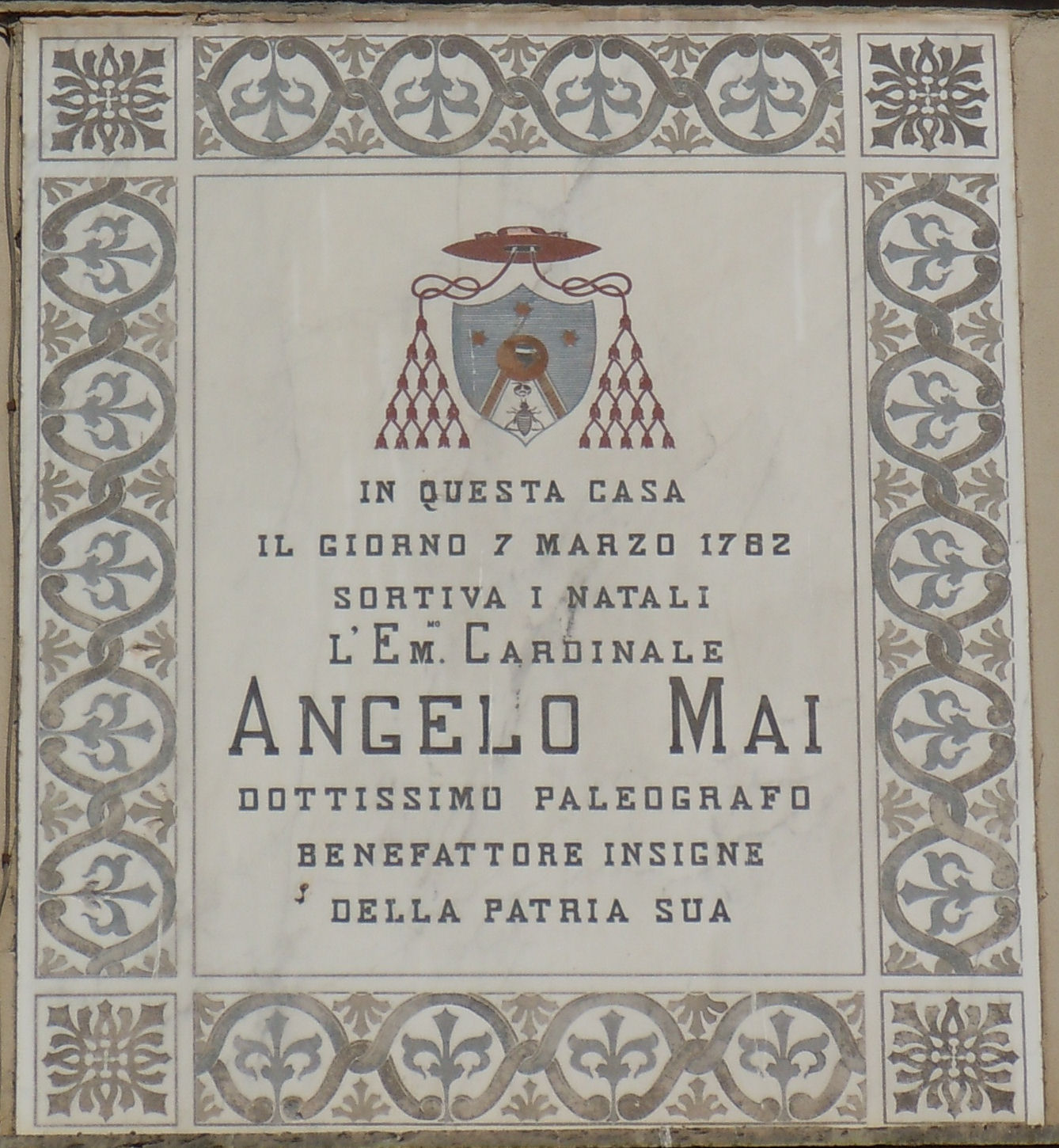
Gedenktafel mit Kardinalswappen am Geburtshaus in Schilpario

Angelo Mai (latinisiert Angelus Maius; * 7. März 1782 in Schilpario, Provinz Bergamo, Lombardei; † 8. September 1854 in Castel Gandolfo) war ein italienischer Kurienkardinal und Philologe.

## Leben
Nach der 1797 aufgrund des Einmarsches der Franzosen erfolgten Schließung des bischöflichen Seminars von Bergamo, wo er Rhetorik studiert hatte, setzte er seine Ausbildung an dem auch nach der Auflösung des Jesuitenordens von Jesuiten betriebenen Kollegium in Colorno fort und wurde 1804 dann Lehrer für Klassische Philologie am Kollegium der Jesuiten in Neapel, wo diese von Erzherzogin Maria Karolina von Österreich unterstützt wurden. Am 24. November teilte er seiner Mutter brieflich seine am 20. November erfolgte Aufnahme in den dort noch fortbestehenden Orden mit. Nachdem er seine Ausbildung am Collegium Romanum vervollständigt hatte, lebte er einige Zeit als Lehrer in Orvieto, wo er sich mit paläographischen Studien befasste. Die politischen Ereignisse von 1808 zwangen ihn, sich aus Rom, wohin er in der Zwischenzeit zurückgekehrt war, nach Mailand zurückzuziehen. Dort wurde er 1813 zum Kustos der Biblioteca Ambrosiana ernannt.
Mit der ihm eigenen Energie und Begeisterung wandte er sich nun der Untersuchung der zahlreichen Manuskripte zu, die ihm anvertraut waren, und war im Verlauf der nächsten sechs Jahre in der Lage, der Welt eine beträchtliche Anzahl von lange verloren geglaubten Werken zurückzugeben. Nach seinem Austritt aus der seit 1814 wieder zugelassenen Societas Jesu wurde er 1819 als Präfekt der Bibliotheca Apostolica Vaticana nach Rom gerufen. 1833 wurde er ins Sekretariat der Congregatio de propaganda fide versetzt und am 2. Februar 1838 zum Kardinal mit der Titelkirche Sant’Anastasia erhoben. Angelo Mai nahm am Konklave von 1846 teil, das Pius IX. zum Papst wählte. 1851–1853 hatte Kardinal Mai das Amt des Präfekten der Konzilskongregation inne. Ende 1842 wurde er Mitglied der Königlichen Akademie von Belgien.
Er starb in Castel Gandolfo und wurde in seiner Titelkirche Sant’Anastasia beigesetzt.

## Leistungen

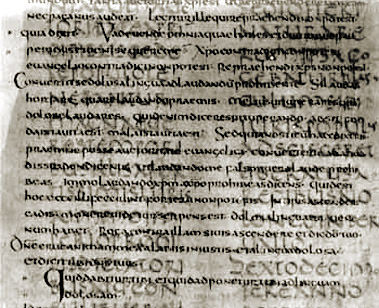
Palimpsest De Re Publica Città del Vaticano, BAV, lat. 5757, 4. Jh.

Angelo Mais Ruhm basiert im Wesentlichen auf seinen Fähigkeiten als Entzifferer von Palimpsesten.
Aus seiner Zeit in Mailand stammen:
- Fragmente von Ciceros Pro Scauro, Pro Tullio, Pro Flacco, In Clodium et Curionem, De aere alieno Milonis, De rege Alexandrino, 1814;
- M. Corn. Frontonis opera inedita, cum epistolis item ineditis, Antonini Pii, Marci Aurelii, Lucii Veri et Appiani, 1815; Neuausgabe 1823 mit über 100 weiteren Briefen aus einer Handschrift der Vatikanischen Bibliothek;
- Teile von acht Reden von Quintus Aurelius Symmachus;
- Fragmente von Plautus;
- Isaios’ Rede Über das Erbe des Kleonymos;
- die letzten neun Bücher des Geschichtswerks des Dionysios von Halikarnassos sowie eine Anzahl weiterer Werke.

Aus der Zeit in Rom stammen:
- M. Tullii Ciceronis de republica quae supersunt und somit ein bedeutender Teil der verloren geglaubten Staatstheorie Ciceros, veröffentlicht 1822 (Digitalisat bei Google)
- Fragmenta quae dicuntur Vaticana, entdeckt 1820
- Scriptorum veterum nova collectio e vaticanis codicibus edita, 10 Bde., 1825–1838
- Auctores classici e vaticanis codicibus editi, 10 Bde., 1828–1838
- Spicilegium romanum, 10 Bde., 1839–1844
- Nova patrum bibliotheca, Bd. 1–7, 1852–54 (Digitalisat von Bd. 1 bei Google)

Seine Ausgabe des NT-Codex Cittá del Vaticano, BAV, gr. 1209, neben dem Codex Sinaiticus der wichtigsten Handschrift des Neuen Testaments, war bereits 1838 fertiggestellt, wurde aber, angeblich aufgrund von Unkorrektheiten, erst 1858 – vier Jahre nach seinem Tod – veröffentlicht. Sie gilt als die am wenigsten zufriedenstellende seiner Arbeiten und wurde 1868 von der Ausgabe von Vercellone und Cozza verdrängt, die selbst aber auch noch viele Wünsche offenließ.
Angelo Mai war nicht so sehr als Textkritiker, sondern vor allem als Entzifferer von schwer lesbaren Manuskripten erfolgreich. Er war ein ausdauernder und beharrlicher Pionier der Handschriften- und Palimpsestforschung, durch dessen Anstrengungen viele verloren geglaubte antike Texte wiedergewonnen und andere aufgrund der Erschließung wichtiger Handschriften in verbesserter Textgestalt ediert werden konnten.
Nach der Entdeckung der De re publica Ciceros widmete ihm der italienische Dichter Giacomo Leopardi eine Kanzone.